# Hardrock 100
Hardrock 100 est un ultra-trail organisé chaque année en juillet dans le Colorado, aux États-Unis. Il se dispute sur un parcours en boucle long de 100,5 miles (161,739 km) avec pour point de départ et d'arrivée la localité de Silverton, dans le comté de San Juan. La première édition a eu lieu en 1992. Celles de 1995 et 2002 ont été annulées, respectivement à cause de la neige et de feux de forêts. Les éditions 2019 et 2020 seront également annulées à cause de la neige et d'une mauvaise météo pour 2019, puis en raison de la pandémie de Covid19 pour 2020.
La Hardrock 100 est l'un des quatre monuments de l'ultra-trail avec la Western States, l'Ultra-Trail du Mont-Blanc et le Grand Raid de la Réunion.

## Parcours
Selon les années, l'actualité ou les conditions météorologiques, le parcours évolue. Le sens de parcours est inversé tous les ans, les années paires étant dans le sens des aiguilles d'une montre.
En 2022, le parcours est plus long de 1,37 mile qu'en 2021 et 1,98 qu'en 2018.

## Polémique
Lors de la 25e édition, le 21 juillet 2018, l'utra-trailleur français Xavier Thévenard est disqualifié de la course à 15 kilomètres de l'arrivée alors qu'il dominait l'épreuve et s'envolait vers une première victoire, avec deux heures quarante d'avance sur son poursuivant Jeff Browning. La faute de Xavier Thévenard est d'avoir accepté de l'eau et de la glace, trois kilomètres après une zone de ravitaillement. Pour cette faute, la direction de la course a choisi d'exclure l'athlète de la compétition. Une décision jugée comme particulièrement cruelle et sévère.

## Palmarès
| Édition | Date            | Hommes                                                       | Hommes                                                       | Hommes                                                       | Femmes                                                       | Femmes                                                       | Femmes                                                       |
| ------- | --------------- | ------------------------------------------------------------ | ------------------------------------------------------------ | ------------------------------------------------------------ | ------------------------------------------------------------ | ------------------------------------------------------------ | ------------------------------------------------------------ |
|         |                 | Rang                                                         | Athlète                                                      | Temps                                                        | Rang                                                         | Athlète                                                      | Temps                                                        |
| 1re     | 10 juillet 1992 | 1er                                                          | David Horton                                                 | 32 h 24 min 00 s                                             | 11e                                                          | Nancy Hamilton                                               | 45 h 47 min 00 s                                             |
| 2e      | 9 juillet 1993  | 1er                                                          | David Horton — 2e victoire                                   | 29 h 35 min 48 s                                             | 16e                                                          | Margaret Smith                                               | 41 h 38 min 38 s                                             |
| 3e      | 7 juillet 1994  | 1er                                                          | Scott Hirst                                                  | 32 h 00 min 13 s                                             | 12e                                                          | Margaret Smith — 2e victoire                                 | 38 h 43 min 09 s                                             |
| -       | 1995            | édition annulée pour cause de neige sur le parcours          | édition annulée pour cause de neige sur le parcours          | édition annulée pour cause de neige sur le parcours          | édition annulée pour cause de neige sur le parcours          | édition annulée pour cause de neige sur le parcours          | édition annulée pour cause de neige sur le parcours          |
| 4e      | 12 juillet 1996 | 1er                                                          | Rick Trujillo                                                | 30 h 44 min 17 s                                             | 14e                                                          | Betsy Kalmeyer                                               | 40 h 43 min 13 s                                             |
| 5e      | 11 juillet 1997 | 1er                                                          | Mark C. McDermott Mark Hartell                               | 30 h 33 min 31 s                                             | 11e                                                          | Laura Vaughan                                                | 37 h 22 min 32 s                                             |
| 6e      | 10 juillet 1998 | 1er                                                          | Ricky Denesik                                                | 30 h 12 min 31 s                                             | 19e                                                          | Eliza McLean                                                 | 40 h 57 min 57 s                                             |
| 7e      | 9 juillet 1999  | 1er                                                          | Blake Wood                                                   | 30 h 10 min 58 s                                             | 6e                                                           | Betsy Kalmeyer — 2e victoire                                 | 31 h 55 min 36 s                                             |
| 8e      | 7 juillet 2000  | 1er                                                          | Kirk Apt                                                     | 29 h 35 min 00 s                                             | 10e                                                          | Sue Johnston                                                 | 32 h 20 min 03 s                                             |
| 9e      | 13 juillet 2001 | 1er                                                          | Karl Meltzer                                                 | 26 h 39 min 35 s                                             | 3e                                                           | Betsy Kalmeyer — 3e victoire                                 | 29 h 58 min 00 s                                             |
| -       | 2002            | édition annulée pour cause de feux de forêt                  | édition annulée pour cause de feux de forêt                  | édition annulée pour cause de feux de forêt                  | édition annulée pour cause de feux de forêt                  | édition annulée pour cause de feux de forêt                  | édition annulée pour cause de feux de forêt                  |
| 10e     | 11 juillet 2003 | 1er                                                          | Karl Meltzer — 2e victoire                                   | 28 h 01 min 55 s                                             | 8e                                                           | Betsy Nye                                                    | 33 h 02 min 28 s                                             |
| 11e     | 10 juillet 2004 | 1er                                                          | Paul Sweeney                                                 | 30 h 39 min 14 s                                             | 5e                                                           | Betsy Kalmeyer — 4e victoire                                 | 32 h 48 min 52 s                                             |
| 12e     | 9 juillet 2005  | 1er                                                          | Karl Meltzer — 3e victoire                                   | 28 h 29 min 15 sh                                            | 8e                                                           | Sue Johnston — 2e victoire                                   | 32 h 07 min 41 s                                             |
| 13e     | 15 juillet 2006 | 1er                                                          | Karl Meltzer — 4e victoire                                   | 27 h 07 min 55 s                                             | 3e                                                           | Betsy Kalmeyer — 5e victoire                                 | 31 h 53 min 51 s                                             |
| 14e     | 14 juillet 2007 | 1er                                                          | Scott Jurek                                                  | 26 h 08 min 34 s                                             | 3e                                                           | Krissy Moehl                                                 | 29 h 24 min 45 s                                             |
| 15e     | 11 juillet 2008 | 1er                                                          | Kyle Skaggs                                                  | 23 h 23 min 30 s                                             | 6e                                                           | Diana Finkel                                                 | 31 h 09 min 40 s                                             |
| 16e     | 10 juillet 2009 | 1er                                                          | Karl Meltzer — 5e victoire                                   | 24 h 38 min 02 s                                             | 3e                                                           | Diana Finkel — 2e victoire                                   | 27 h 18 min 24 s                                             |
| 17e     | 9 juillet 2010  | 1er                                                          | Jared Campbell                                               | 27 h 18 min 00 s                                             | 2e                                                           | Diana Finkel — 3e victoire                                   | 28 h 32 min 00 s                                             |
| 18e     | 8 juillet 2011  | 1er                                                          | Julien Chorier                                               | 25 h 17 min 00 s                                             | 5e                                                           | Diana Finkel — 4e victoire                                   | 29 h 27 min 00 s                                             |
| 19e     | 13 juillet 2012 | 1er                                                          | Hal Koerner                                                  | 24 h 50 min 00 s                                             | 11e                                                          | Darcy Piceu Africa                                           | 29 h 09 min 00 s                                             |
| 20e     | 12 juillet 2013 | 1er                                                          | Sébastien Chaigneau                                          | 24 h 25 min 50 s                                             | 9e                                                           | Darcy Piceu Africa — 2e victoire                             | 29 h 54 min 55 s                                             |
| 21e     | 11 juillet 2014 | 1er                                                          | Kílian Jornet                                                | 22 h 41 min 00 s                                             | 11e                                                          | Darcy Piceu Africa — 3e victoire                             | 29 h 49 min 00 s                                             |
| 22e     | 10 juillet 2015 | 1er                                                          | Kílian Jornet — 2e victoire                                  | 23 h 28 min 10 s                                             | 8e                                                           | Anna Frost                                                   | 28 h 22 min 47 s                                             |
| 23e     | 15 juillet 2016 | 1er                                                          | Kílian Jornet — 3e victoire Jason Schlarb                    | 22 h 58 min 0 s                                              | 8e                                                           | Anna Frost — 2e victoire                                     | 29 h 2 min 0 s                                               |
| 24e     | 14 juillet 2017 | 1er                                                          | Kílian Jornet — 4e victoire                                  | 24 h 32 min 20 s                                             | 7e                                                           | Caroline Chaverot                                            | 28 h 31 min 50 s                                             |
| 25e     | 20 juillet 2018 | 1er                                                          | Jeff Browning                                                | 26 h 20 min 21 s                                             | 12e                                                          | Sabrina Stanley                                              | 30 h 23 min 36 s                                             |
| -       | 2019            | édition annulée pour cause de chutes de neiges et avalanches | édition annulée pour cause de chutes de neiges et avalanches | édition annulée pour cause de chutes de neiges et avalanches | édition annulée pour cause de chutes de neiges et avalanches | édition annulée pour cause de chutes de neiges et avalanches | édition annulée pour cause de chutes de neiges et avalanches |
| -       | 2020            | édition annulée en raison de la pandémie du Covid-19         | édition annulée en raison de la pandémie du Covid-19         | édition annulée en raison de la pandémie du Covid-19         | édition annulée en raison de la pandémie du Covid-19         | édition annulée en raison de la pandémie du Covid-19         | édition annulée en raison de la pandémie du Covid-19         |
| 26e     | 16 juillet 2021 | 1er                                                          | François D'Haene                                             | 21 h 45 min 51 s                                             | 6e                                                           | Sabrina Stanley — 2e victoire                                | 27 h 21 min 48 s                                             |
| 27e     | 16 juillet 2022 | 1er                                                          | Kílian Jornet — 5e victoire                                  | 21 h 36 min 24 s                                             | 6e                                                           | Courtney Dauwalter                                           | 26 h 44 min 36 s                                             |
| 28e     | 15 juillet 2023 | 1er                                                          | Aurélien Dunand-Pallaz                                       | 23 h 0 min 7 s                                               | 4e                                                           | Courtney Dauwalter — 2e victoire                             | 26 h 14 min 8 s                                              |
| 29e     | 13 juillet 2024 | 1er                                                          | Ludovic Pommeret                                             | 21 h 33 min 6 s                                              | 4e                                                           | Courtney Dauwalter — 3e victoire                             | 26 h 11 min 49 s                                             |
| 30e     | 11 juillet 2025 | 1er                                                          | Ludovic Pommeret — 2e victoire                               | 22 h 21 min 53 s                                             | 6e                                                           | Katie Schide                                                 | 25 h 50 min 23 s                                             |

## Galerie

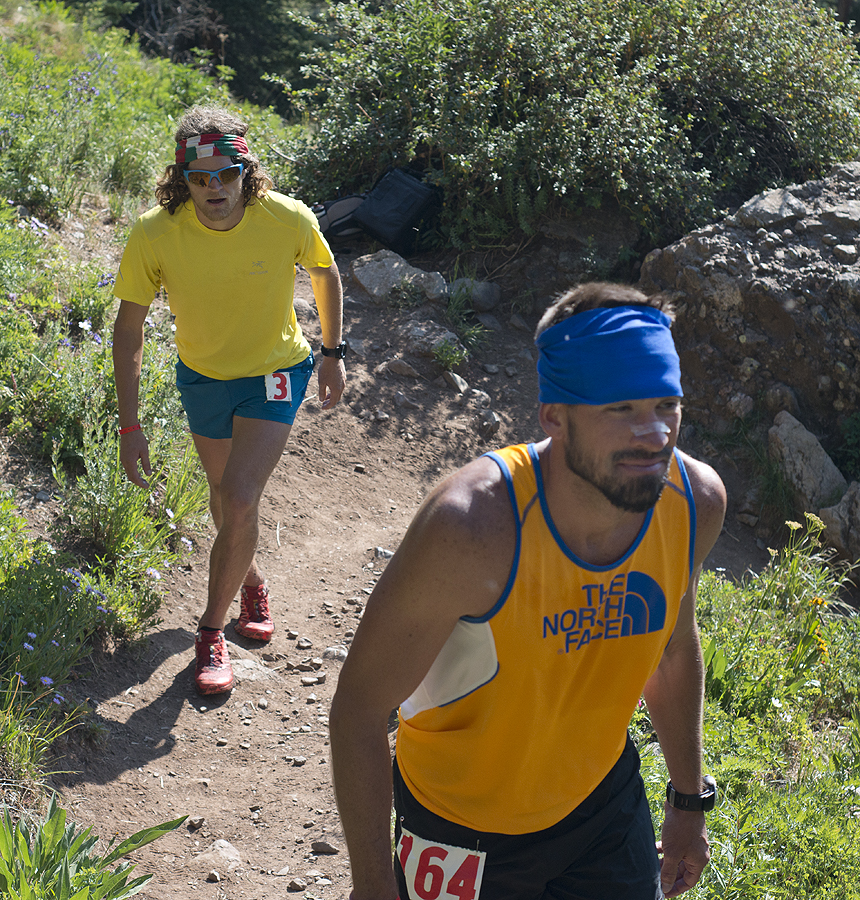
Hal Koerner, vainqueur et Joseph Grant, second en 2012
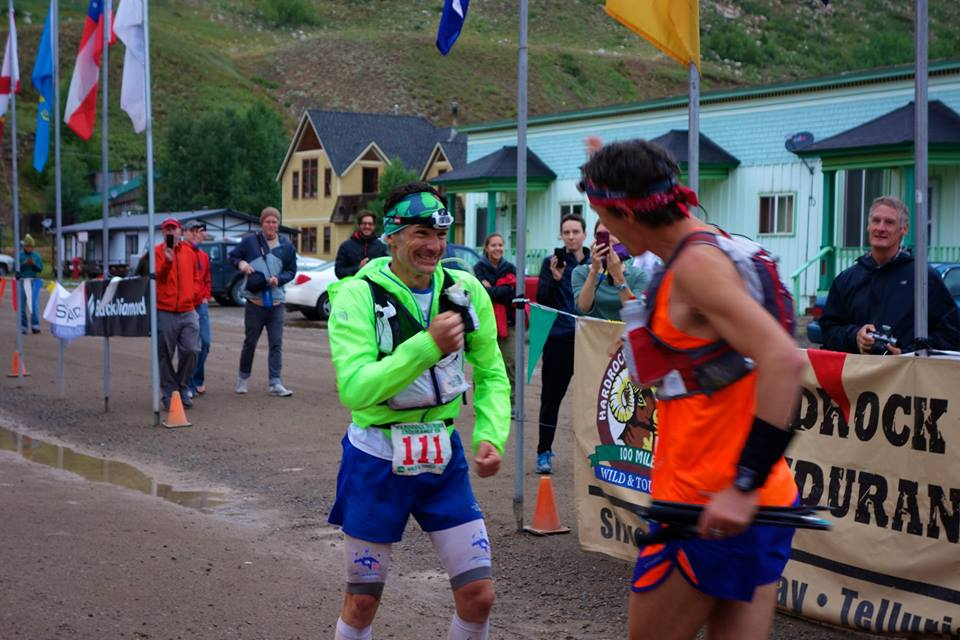
Sébastien Chaigneau, vainqueur et Scott Jurek en 2013
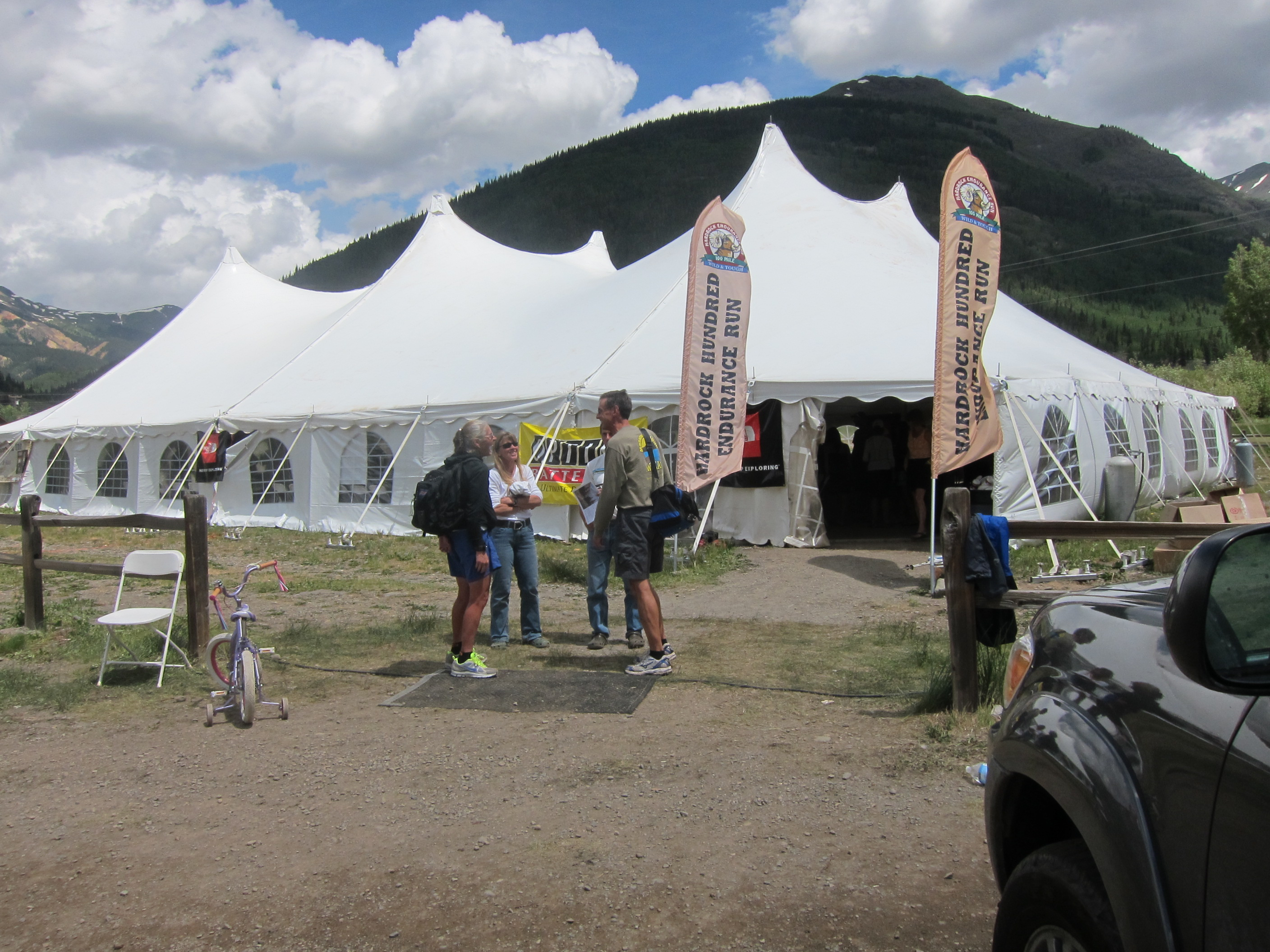
Chapiteau de la direction de course